# Келехсаева, Мадина Гочаевна
Мадина Гочаевна Келехсаева (10 января 2004) — российская тяжелоатлетка. Двукратная чемпионка России 2022 и 2023 годов. Победительница чемпионата мира среди юношей и девушек 2021 года. Мастер спорта России.

## Биография
Родилась 10 января 2004 года в Северной Осетии. Представляет Северную Осетию и Нижегородскую область на соревнованиях по тяжёлой атлетике.
В январе 2023 года присвоено звание звание «Мастер спорта России».
В 2021 году на чемпионате мира среди юношей и девушек в Саудовской Аравии стала чемпионкой мира в категории до 76 кг с результатом 205 килограммов.
На чемпионате России по тяжёлой атлетике 2022 года, который состоялся в Хабаровске, Мадина впервые в карьере завоевала золотую медаль чемпионата страны с общим весом на штанге по сумме двух упражнений 216 килограммов.
На чемпионате России по тяжёлой атлетике 2023 года, который состоялся в Новом Уренгое, Келехсаева повторила свой успех и вновь завоевала золотую медаль чемпионата страны с общим весом на штанге по сумме двух упражнений 224 килограмма.
Проходит обучение в колледже Северо-Осетинского государственного педагогического института.

## Основные результаты
| Год  | Соревнования     | Место проведения | Весовая категория | Рывок, кг | Толчок, кг | Сумма, кг | Место |
| ---- | ---------------- | ---------------- | ----------------- | --------- | ---------- | --------- | ----- |
| 2022 | Чемпионат России | Хабаровск        | до 76 кг          | 95        | 121        | 216       | 1     |
| 2023 | Чемпионат России | Новый Уренгой    | до 76 кг          | 97        | 127        | 224       | 1     |